# 青山美帆
青山 美帆（あおやま みほ、2月14日 - ）は、日本の女性声優。以前は青二プロダクションに所属していた。大阪府出身。

## 出演
太字はメインキャラクター。

### テレビアニメ
- SLAM DUNK 第91話「全国が危ない！」（女生徒）
- イソップワールド（フーフー）
- ゲゲゲの鬼太郎（第4作）（1996年 - 1997年、ネズミB、勇樹、ウェイトレス、剛）
- 地獄先生ぬ〜べ〜（れいこの母、忘田の母親）
- センチメンタルジャーニー（若菜の後輩、カナコ、生徒A、女子学生）
- ツヨシしっかりしなさい（同僚）
- ドクタースランプ（秘書）
- TRIGUN（メイドA）
- BLEACH（国枝鈴）
- Bビーダマン爆外伝V（こどもボンB）

### ゲーム
- グリーングリーン2 恋のスペシャルサマー（松浦・ルーシー・美夏）
- グリーングリーン3 ハローグッバイ（松浦・ルーシー・美夏）
- ドキドキプリティリーグ 熱血乙女青春記（朝霧かすみ）
- ラングリッサーIV（カコンシス妃）

### ドラマCD
- ツインビーPARADISEシリーズ（ライム）
- 女神異聞録ペルソナ Vol.2（広瀬久美）

### 吹き替え
- オーシャンガール（リー・キャス）
- 新スーパーマン
- スピード2（シェリータミアライザ）※ソフト版
- ふたりのロッテ（サンドラ）

### 特撮
- ウルトラマンコスモス（怨霊鬼 戀鬼の声）
- 生物彗星WoO

### テレビ
- NNNニュースプラス1
- ザ・ワイド
- 情報プレゼンター とくダネ!
- めざましテレビ
- やじうまプラス